# Didier Varrod
Didier Varrod, né le 8 septembre 1960 à Pau (Basses-Pyrénées), est un journaliste, producteur, animateur de radio et de télévision, scénariste, écrivain et réalisateur français.

## Biographie

### Radio
Au début des années 1980, Didier Varrod est secrétaire général de Radio Fréquence Gaie,.
Il fait ensuite principalement sa carrière radiophonique à France Inter (station de Radio France).
Didier Varrod a été collaborateur de Jean-Louis Foulquier pour son émission Pollen, les copains d'abord diffusée sur France Inter et pour le festival des Francofolies de La Rochelle en tant que programmateur. En 2004, il est pressenti pour reprendre la direction artistique du festival après le départ de Jean-Louis Foulquier.
En 2009, il produit la série d'émissions Hier Nougaro, demain Newgaro, diffusée durant l'été 2009.
En 2011, il produit et présente pour les Radios francophones publiques la série d'émissions Tout l'été pour Trenet, diffusée durant l'été 2011.
Il est producteur et présentateur des émissions : d'Électron libre, sur les musiques électroniques, de 2002 à 2011 ; de Quand la musique donne, de 2011 à 2012 ; et, de fin août 2010 à fin juin 2013, de l'émission Encore un matin, chronique musicale au sein du 7/9, la tranche d’informations menée par Patrick Cohen, du lundi au vendredi à 7 h 24.
De septembre 2012 au 7 octobre 2016, Didier Varrod est le directeur artistique et de la musique de France Inter. Il programme et fait découvrir au grand public la nouvelle génération d’artistes : Christine and the Queens, Woodkid, le collectif Fauve, La Femme, Benjamin Clementine, The Shoes, Feu! Chatterton ou encore Jain parmi les artistes français ou Asaf Avidan, Agnes Obel, Ibeyi ou Ala.ni pour les artistes internationaux.
En juillet 2016, il annonce dans Les Inrockuptibles sa décision de quitter ce poste, décision qui prend effet en octobre 2016. Deux semaines plus tard, il évoque des « pressions » et la difficulté à « mener à bien sa mission » dans le magazine Longueur d'ondes.
Cette même année, il produit la série d'émissions « Comment te dire Hardy », diffusée durant les mois de juillet et août.
Il lance en septembre 2016 sa nouvelle émission Foule sentimentale, le vendredi de 21 h à minuit, où il opère « sur un air libertaire », comme le titre Télérama, la rencontre entre les artistes français reconnus et toute la jeune scène française qu’il décide d’installer en résidence, comme Tim Dup, Peter Peter, Fishbach, Juliette Armanet ou Malik Djoudi (jusqu'en juin 2019).
En mai 2019, Radio France annonce sa nomination à compter de juillet 2019 au poste de directeur musical des antennes du groupe.
En mars 2020, il crée le label #Radio France avec la scène française en soutien aux artistes francophones touchés par la pandémie du COVID. C'est dans ce contexte qu'il met en œuvre à la suite de la constitution d'un collectif d'artistes (#Etonremetleson) portés par Juliette Armanet et Malik Djoudi, une grande "Hyper Nuit" en direct du studio 104 de la Maison de la Radio et de la Musique. Lors de ce programme exceptionnel qui s'est déroulé en plein couvre feu, 100 artistes se produisent durant 6 heures, retransmis conjointement sur 5 antennes du groupe Radio France (France Inter, France Bleu, France Musique, Fip et Mouv'). Cette initiative sera récompensée d'un prix or dans la catégorie "Meilleure initiative éditoriale et meilleure initiative radio" lors de la 5e édition du "Grand prix stratégie de l'innovation média". En avril 2021, il lance un concours "Chantez 20 ans en 2021" à destination des jeunes auteurs-compositeurs également frappés par la crise sanitaire qui perdure et en propose la présidence à Pomme. Plus de 600 chansons originales arriveront à Radio France. Nina Versyp et Coline Rio arriveront ex-aequo départagées par la présidente qui portera son choix sur Nina Versyp.
En janvier 2022, il initie "L'Hyperweekend Festival", le premier festival de musiques actuelles de Radio France dédié aux créations et à la jeune scène française. A l'affiche, on retrouve notamment Clara Luciani en pop symphonique, Jean-Michel Jarre pour sa création autour de Pierre Henry et Alex Beaupain entouré d'une dizaine d'artistes pour son hommage à Serge Gainsbourg, "Love on the beat etc.". Cette première édition se déroulera en plein pic épidémique dans une configuration contrainte.
En janvier 2023, une deuxième édition du festival a lieu cette fois dans son dimensionnement prévu. Durant 3 jours et 3 nuits, 12 000 festivaliers fréquenteront les nouveaux espaces et les salles de concert de la Maison de la Radio et de la Musique. Avec notamment à l'affiche Philippe Katerine et l'orchestre philharmonique de Radio France, Flavien Berger et Bonnie Banane dans une relecture du répertoire de Brigitte Fontaine et Areski, Eddy de Pretto dans une dystopie intitulée "Love factory", Arthur H en son immersif et une création autour des chansons de Mylène Farmer orchestrée par Bastien Dorémus. Au total, ce sont plus de 60 rendez-vous, un tiers de créations inédites et 48 concerts.
En janvier 2024, du 26 au 28, Didier Varrod lance la troisième édition du festival, dans une configuration légèrement différente, sans clubbing et avec une scène en moins. Néanmoins, le festival affiche complet, avec un peu plus de 11 000 festivaliers : 99,2 de fréquentation et 75% de nouvelle fréquentation. Le festival annonce plus de 100 artistes, 56 rendez-vous dont 44 concerts et 10 créations inédites. Parmi celles-ci : un hommage au répertoire de Françoise Hardy porté par le réalisateur Sage avec entre autres Thomas Dutronc, Clara Luciani, November Ultra, Philippe Katerine, Keren Ann (...),, une création de Jeanne Added avec l'Orchestre Philharmonique de Radio France (avec Dan Levy aux arrangements, Dalida revisitée en version tzigane par Barbara Pravi (avec Aalma Dili), "Qui va piano va sano" avec une distribution iconoclaste réunissant sur la même scène de l'Auditorium de Radio France Sheila, les rappeurs Luidji et Yâmé, Meryl ou encore Alice Tagglioni et Camélia Jordana.

### Presse
Didier Varrod débute dans la presse spécialisée au mensuel Numéros Un en 1983, titre dans lequel il réalise une interview du chanteur Jean-Jacques Goldman, dont il écrira une biographie et à qui il consacrera le documentaire télévisé construit autour des rares déclarations du musicien et d’images d’archives, observant qu'il avait été "boudé par la critique",.
Cette première grande interview du chanteur Jean-Jacques Goldman, alors en pleine ascension et encore un peu sous-estimé par les grands médias généralistes, est parue dans l'édition du magazine Numéros 1 de mars 1983 et contribue à l'invitation de Goldman sur France Inter dans l'émission de Jean-Louis Foulquier Pollen, les copains d'abord diffusée à l'occasion du festival des Francofolies de La Rochelle dont il est le programmateur, et à son embauche à Chanson magazine puis à France Inter en 1985
Il devient donc journaliste dans cette revue dirigée par Jean-Louis Foulquier avant de prendre la responsabilité des pages Musique du mensuel Globe entre 1986 et 1988. Il collabore ensuite au mensuel Paroles et musiques et au trimestriel Chorus de Fred et Mauricette Hidalgo.
Didier Varrod fut également corédacteur en chef (avec Patrice Bardot) du magazine Serge consacré à la musique française (première parution en septembre 2010). Le magazine cesse de paraître en mars 2012, faute de partenaires financiers.

### Autre
En 1998, il est rapporteur général de la « Commission nationale des musiques actuelles » nommée par Catherine Trautmann, ministre de la Culture et de la Communication.
Le 1er avril 2014, Didier Varrod est décoré Chevalier de l'ordre des Arts et des Lettres.

## Réalisation

### Documentaires télévisés
Didier Varrod signe de nombreux documentaires pour la télévision :
- 2001 : France Gall par France Gall (France 3)
- 2002 : Renaud, le rouge et le noir avec Eric Guéret (France 3)
- 2003 : Julien en Clerc avec Eric Guéret (France 3)
- 2004 : La nouvelle scène de la chanson française (France 3)
- 2004 : Olivia Ruiz, Star’activiste avec Godwin Djadja [35] (France 5) : « Grand Prix Audiovisuel et DVD »[36] de l’Académie Charles-Cros
- 2005 : Véronique Sanson, la douceur du danger[37] avec Vassili Silovic (France 3)
- 2005 : Claude Nougaro, ça finit ou ça commence ? avec Jean-Thomas Ceccaldi (France 3)
- 2006 : Yannick Noah, la force du rêve[38] avec Philippe Leyzin (France 2)
- 2006 : Tryo, j'ai dix ans (France 4)
- 2006 : Pauline Croze, mise à nu ? (France 4)
- 2007 : Chantons de gauche à droite[39] avec Bruno Sevestre (France 2)
- 2007 : Julio Iglesias, la voix de sa vie Laurent Lichtenstein (France 3)
- 2008 : Sauvage seventies avec Emmanuelle Nobécourt (Arte) :
  - Libérer le sex !
  - La Lutte continue !
  - Enfin femmes !
  - 2000, c'est demain !
  - La Révélation gay !
- 2009 : Olivia Ruiz Faso Hip Hop (France 2)
- 2009 : Pop Queens 80[40] avec Emmanuelle Nobécourt (Arte)
- 2010 : Gainsbourg, l'homme qui aimait les femmes[41] avec Pascal Forneri (France 3)
- 2010 : Yéyé Révolution, 1962-1966 avec Michel Royer (Arte)
- 2010 : Eddy Mitchell dans le cadre de la série documentaire Empreintes (France 5)[42]
- 2011 : Brassens est en nous avec Nicolas Maupied (France 3)
- 2012 : « Un beau jour… Barbara » avec Nicolas Maupied (France 5)
- 2015 : Renaud, on t'a dans la peau dans le cadre de la série documentaire Lundi en histoires avec Nicolas Maupied (France 3). Diffusion le 11 mai à l'occasion de l'anniversaire de Renaud. Un succès d'audience avec près de 2,8 millions de téléspectateurs et plus de 11 % de parts de marché, signant là la meilleure performance sur la case depuis le début de l'année 2015.
- 2015 : Je m'présente, je m'appelle Daniel avec Nicolas Maupied (France 3)[43]. Diffusé en prime-time le 30 décembre, ce documentaire qui marquait les 30 ans de la disparition de l'artiste Daniel Balavoine a réuni près de 3,4 millions de téléspectateurs, soit 14,2 % de part d'audience. La chaîne a réalisé la deuxième performance de la soirée, derrière TF1.
- 2016 : Coluche, le bouffon devenu roi avec Nicolas Maupied (France 3). Audience de près de 3 millions de téléspectateurs.
- 2016 : Renaud, en plein cœur avec Gaultier / Leduc (M6). Audience de 2,4 millions de téléspectateurs. Didier Varrod reçoit pour ce documentaire le prix des Lauriers de la radio et de la télévision du meilleur documentaire dans la catégorie « Variétés et divertissements ».
- 2017 : Jean-Jacques Goldman, de l'intérieur avec Nicolas Maupied (France 3), Program33.
- 2018 : Florent Pagny, la voix nue avec Nicolas Maupied (France 3), Program33.
- 2019 : Barbara, elle et nous avec Nicolas Maupied et Virginie Parrot (France 3), Program33.
- 2021 : Osez Bashung avec Gaultier / Leduc (France 2), Program33.
- 2022 : Gauvain Sers, la voix des oubliés (France 3 Nouvelle Aquitaine & Culture Box), Morgane Production.
- 2022 : Jane Birkin et nous (France 3), Program33.
- 2023 : Malik Djoudi, un roi qui chante (France 3 Nouvelle Aquitaine & Culture Box), Morgane Production. Diffusion en juin.
- 2024 : Nicolas Maury : ceux qui l'aiment prendront le train (France 3 Limoges / Nouvelle Aquitaine & Culture Box), Morgane Production

En 2001 et 2002, il est l'animateur et auteur de l'émission Les Idoles du samedi sur Canal Jimmy.
De 2006 à 2008, il est le programmateur artistique du live quotidien de l’émission Ce soir (ou jamais !) présentée par Frédéric Taddeï sur France 3. On a pu y découvrir tous les soirs de nouveaux talents dont beaucoup ont ainsi fait leur première télévision (comme Renan Luce, Loane, Loïc Lantoine, Abd al Malik, Benoît Dorémus ou HushPuppies).

### Éditions phonographiques
Didier Varrod a travaillé plusieurs années pour les maisons de disques : de 1991 à 1994 il fut directeur artistique chez Polydor, puis de 1995 à 1998 directeur de la production et du marketing chez Columbia où il créa le label Yelen musiques avec Patricia Bonnetaud.

## Ouvrages
- Sylvie Coulomb et Didier Varrod, Histoires de chansons : de Maxime Le Forestier à Étienne Daho : 1968-1988, Balland, 1987 (ISBN 978-2-7158-0662-7)
- Christian Page et Didier Varrod, Goldman : portrait non conforme, Lausanne ; Paris, Favre, 1987, 206 p. (ISBN 978-2-8289-0275-9 et 2-8289-0275-7, LCCN 87159359)
- Sylvie Coulomb et Didier Varrod, Histoires de chansons : de Maxime Le Forestier à Étienne Daho, Paris, Balland, 1987, 321 p. (ISBN 978-2-7158-0662-7 et 2-7158-0662-0, LCCN 88124718)
- Sylvie Coulomb et Didier Varrod, Histoires de chansons : de Julien Clerc à Étienne Daho : 68-88, Paris, Presses Pocket, 1989, 383 p. (ISBN 978-2-266-02276-7 et 2-266-02276-8)
- Didier Varrod, Lucide ascendant vierge, Monaco, Éditions du Rocher, 1992, 255 p. (ISBN 978-2-268-01402-9 et 2-268-01402-9, LCCN 94180982)
- Sheila et Didier Varrod, Ne vous fiez pas aux apparences : entretiens avec Didier Varrod, Paris, Plon, 2003, 273 p. (ISBN 978-2-259-19878-3 et 2-259-19878-3)
- Véronique Sanson et Didier Varrod, La douceur du danger : entretiens avec Didier Varrod, Paris, Plon, 2005, 250 p. (ISBN 978-2-259-20342-5 et 2-259-20342-6)
- Didier Varrod, Le roman de Daniel Balavoine, Paris, Fayard, 2005, 323 p. (ISBN 978-2-213-62784-7 et 2-213-62784-3) : « Coup de cœur Livre de chanson »[51] de l’Académie Charles-Cros
- Didier Varrod, Barbara : à demain, je chante, Paris, Textuel, 2007, 192 p. (ISBN 978-2-84597-243-8)
- Cali et Didier Varrod, Rage : entretiens avec Didier Varrod, Paris, Plon, 2009, 232 p. (ISBN 978-2-259-20976-2)
- Eddy Mitchell et Didier Varrod, Il faut rentrer maintenant, Éditions La Martinière, 2012 (ISBN 978-2-73245-147-3)
- Didier Varrod et Nicolas Preschey, Charles Trenet, Éditions Flammarion, 2013 (ISBN 978-2-08-129566-7)
- En 2014, Didier Varrod participe au Dictionnaire des Sexualités (paru aux éditions Robert Laffont sous la direction de Janine Mossuz-Lavau), pour lequel il rédige plusieurs notices.
- Didier Varrod, Génération Balavoine, Éditions Fayard, 2016
- Didier Varrod, Patrice Bardot et Alexis Bernier, Rock la France, Editions Marabout / Radio France, 2023

Bande dessinée hors commerce
- Didier Varrod et Guillaume Bernon (2 volumes), Eddy Mitchell
  - Ma dernière séance, vol. 1[52]
  - Ma dernière séance, vol. 2, Claude Wild Productions, 2011